# Nullatenente
Nullatenente è un singolo del rapper e cantautore italiano Dargen D'Amico, pubblicato il 4 aprile 2025.

## Descrizione
Il brano, che conta della partecipazione dei rapper italiani Massimo Pericolo e Jake La Furia, è stato scritto da questi ultimi due con Stefano Marletta, Edwyn Roberts e Gianluigi Fazio, questi ultimi due anche in veste di produttori insieme a Gabry Ponte.

## Video musicale
Il video musicale, diretto da Matteo Colombo, in arte Colomovie, è stato pubblicato il 7 aprile 2025 attraverso il canale YouTube del rapper.

## Tracce
Testi di Alessandro Vanetti, Edwyn Clark Roberts, Francesco Vigorelli, Gianluigi Fazio e Stefano Marletta, musiche di Jacopo Matteo Luca D'Amico.
1. Nullatenente – 3:38